# Thorsten Rund
Thorsten Rund (né le 25 février 1976 à Lübben) est un coureur cycliste allemand.

## Biographie
En 1992, Thorsten Rund, alors membre du RSC Cottbus (de) est champion d'Allemagne junior sur route. L'année suivante, il est deux fois champion du monde juniors, en course aux points et en poursuite par équipes (avec Ronny Lauke, Dirk Ronellenfitsch, Holger Roth), ainsi que médaillé de bronze de la poursuite. En 1994, il est médaillé d'argent du championnat du monde juniors de poursuite.
En 1996, il passe en catégorie élite et est médaillé de bronze du championnat du monde de poursuite par équipes, avec Guido Fulst, Heiko Szonn et Danilo Hondo. En 1998, il est vice-champion d'Allemagne de l'américaine avec Christian Lademann. L'année suivante, il remporte ce championnat avec Guido Fulst. En 2000, il participe aux Jeux olympiques de Sydney. Il y est sixième de  l'américaine avec Guido Fulst et prend la 23e et dernière place de la course aux points.
En 2001, Thorsten Rund devient professionnel sur route au sein de l'équipe Coast. Celle-ci devient Bianchi en 2003. Rund dispute avec elle le Tour d'Espagne cette année-là.

## Palmarès sur piste

### Jeux olympiques
- Sydney 2000
  - 6e de l'américaine (avec Guido Fulst)
  - 23e de la course aux points

### Championnats du monde
- Manchester 1996
  -  Médaillé de bronze de la poursuite par équipes

### Championnats du monde juniors
- 1993
  -  Champion du monde de poursuite par équipes juniors (avec Ronny Lauke, Dirk Ronellenfitsch et Holger Roth)
  -  Champion du monde de la course aux points juniors
  -  Médaillé de bronze de la poursuite individuelle juniors
- 1994
  -  Médaillé d'argent de la poursuite individuelle juniors

### Championnats d'Allemagne
- 1995
  - 2e de la poursuite par équipes
- 1998
  - 2e de l'américaine
- 1999
  -  Champion d'Allemagne de l'américaine (avec Guido Fulst)
  - 2e de la poursuite par équipes
- 2000
  - 3e de la poursuite par équipes
- 2004
  - 3e de la poursuite par équipes

## Palmarès sur route
- 1992
  -  Champion d'Allemagne sur route débutants
- 1994
  - 3e du 3-Etappen-Rundfahrt (de)
- 1997
  - Prologue du Berliner Etappenfahrt (contre-la-montre par équipes)
- 1999
  - 5e étape du Tour de Tarragone

### Résultat sur le Tour d'Espagne
1 participation
- 2003 : 142e